# Eressoxesta doxochares
Eressoxesta doxochares is een vlinder van de familie Dryadaulidae. De wetenschappelijke naam van deze soort is voor het eerst voorgesteld als Tinea doxochares door Edward Meyrick in een publicatie uit 1926.
De soort komt voor in Zuid-Afrika.